# Petzingken (Kirchspiel Groß Warningken)
Petzingken, 1938 bis 1946 Petzingen (litauisch Pečinkiai) war ein kleiner Ort im ostpreußischen Kreis Pillkallen (1938 bis 1946 „Landkreis Schloßberg (Ostpr.)“). Die verwaiste Ortsstelle liegt heute im Gebiet der russischen Oblast Kaliningrad innerhalb des Rajon Krasnosnamensk.

## Geographische Lage
Petzingken bzw. Petzingen lag zwölf Kilometer östlich der damaligen Kreisstadt Pillkallen (Schloßberg) am Nordufer des Flüsschens Rauschwe (russisch: Tumannaja) unweit einer Nebenstraße (27K-058), die auch heute noch – eingeschränkt allerdings durch militärische Nutzung – von Nesterow (Stallupönen, 1938 bis 1946 Ebenrode) zur Ortsstelle von Kutusowo (Schirwindt) an der Grenze nach Litauen führt. Eine Bahnanbindung gab es nicht. Die Ortsstelle liegt heute im Gebiet des Truppenübungsplatzes Dobrowolsk (russisch: Dobrowolski poligon).

## Geschichte

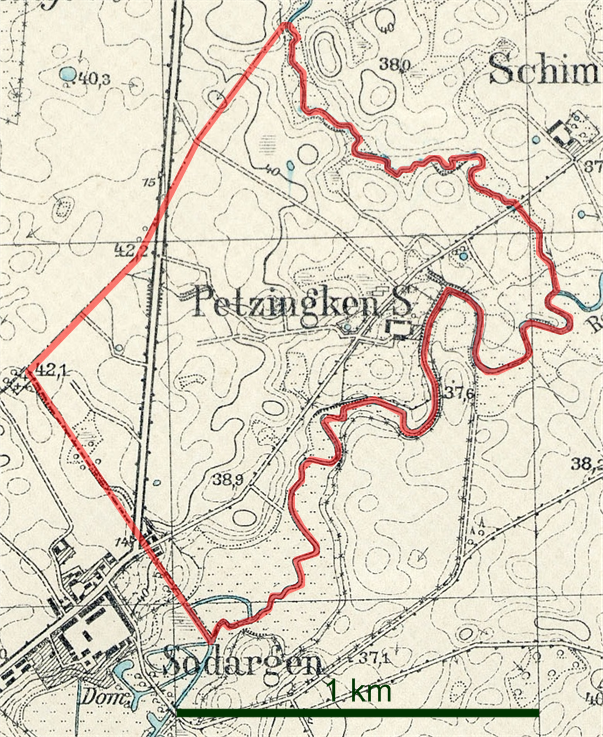
Die Gemeinde Petzingken auf einem Messtischblatt von 1937

Zum ersten Male erwähnt wurde das damalige Picktschincken im Jahre 1625. Zur Unterscheidung des ebenfalls im Kreis Pillkallen gelegenen Ortes Petzingken (Kirchspiel Pillkallen) (1938 bis 1946: Hainort, heute russisch: Pskowskoje) erhielt das Dorf im 19. Jahrhundert den Zusatz „Kirchspiel Schirwindt“, der zu Beginn des 20. Jahrhunderts in „Kirchspiel Groß Warningken“ aktualisiert wurde.
Vor 1945 bestand der Ort im Wesentlichen nur aus einem mittleren Hof. Zwischen 1874 und 1945 war Petzingken in den Amtsbezirk Pieragen, ab 1939 „Amtsbezirk Nicklashagen“ eingegliedert. 1938 wurde Petzingken in Petzingen umbenannt.
In Kriegsfolge kam Petzingen 1945 mit dem nördlichen Ostpreußen zur Sowjetunion. Es soll noch kurzzeitig besiedelt worden sein, wurde dann aber aufgegeben. Eine russische Ortsbezeichnung ist nicht bekannt.

### Einwohnerentwicklung
| Jahr | Einwohner |
| ---- | --------- |
| 1867 | 42        |
| 1871 | 29        |
| 1885 | 29        |
| 1905 | 32        |
| 1910 | 41        |
| 1933 | 26        |
| 1939 | 28        |

## Kirche
In Petzingken resp. Petzingen lebte vor 1945 eine fast ausnahmslos evangelische Bevölkerung. Seit Bestehen der Schirwindter Kirche war das Dorf in deren Kirchspiel eingepfarrt und trug das als Zusatz in seinem Namen. Nach der Umpfarrung in das Kirchspiel Groß Warningken wurde der Name entsprechend geändert. Beide Kirchspiele gehörten für die Dauer ihres Bestehens zum Kirchenkreis Pillkallen (Schloßberg) innerhalb der Kirchenprovinz Ostpreußen der Kirche der Altpreußischen Union.